# Scytocera zamboangae
Scytocera zamboangae är en insektsart som först beskrevs av Morgan Hebard 1922.  Scytocera zamboangae ingår i släktet Scytocera och familjen vårtbitare. Inga underarter finns listade i Catalogue of Life.